# After Racing Cafe
『After Racing Café』（アフターレーシングカフェ）は、2003年1月11日から2006年12月までグリーンチャンネルで放送されていた競馬番組である。略称はARC。
土曜のレース終了直後の時間帯に生放送されていた情報番組で、丸一日レースに集中して疲れきった視聴者の心と身体を癒やすことをコンセプトに制作・放送されていた。スタジオセットはその名の通り、喫茶店の店内をイメージしたものになっていた。進行役は、喫茶店の「店長」である女性タレントと馬のパペットが務めていた。番組は、放送翌日のレース分析に役立ちそうな情報などを伝えていた。初期には、女性視聴者向けの健康情報・リラクゼーション情報を紹介するコーナー「癒しの小部屋」を設けていたこともある。
放送時間は毎週土曜 17時00分 - 17時30分（日本標準時）。再放送は、本放送翌日の日曜 1時30分 - 2時00分に行われていた。
2007年1月、番組は『AR KITCHEN』と題してリニューアルした。こちらも引き続き土曜17時台に放送されていたが、番組のイメージは喫茶店からレストランへと変更された。

## 進行役
- 初代0：中村まり[4]（2003年前期）
- 2代目：森下千里[4]（2003年後期）
- 3代目：立花優美[4]（2004年）
- 4代目：矢部美穂[7]（2005年1月 - 3月）
- 5代目：大石里紗[8]、エドウマ（2005年4月 - 12月）
- 6代目：安田良子[9]、熱血ウマ（2006年）